# Hermès
Hermès ([ɛʀˈmɛs], [ермéс]) — дім моди, який виробляє предмети розкоші. Заснований в 1837 році Тьєррі Ермесом, спочатку цей бренд був підприємством, яке займалося виготовленням легкої упряжі. Зараз відомий у всьому світі дім виготовляє затребувані (і дорогі) товари зі шкіри, найзнаменитіші з яких сумки Kelly та Birkin.

## Історія бренду
Ім'я Hermès, що належить одному з найвідоміших домів моди, асоціюється у шанувальників з легендарними хустками-каре, сумками Birkin Bag, ременями з літерою H на пряжці і, звичайно ж, з помаранчевими коробочками з коричневими шовковими стрічками, на яких красується відомий логотип. Hermès випускає вироби з шкіри, одяг прет-а-порте, парфумерію і прикраси. Компанії Hermès International належить ціла імперія роздрібних магазинів в 35 країнах світу. Її доходи перевищують 1,5 млрд доларів. У вітринах бутиків Hermès ніколи не з'являються вивіски «Sale», вони не роздають дисконтні картки і не продають ліцензії на випуск товарів під своєю маркою в Південно-Східну Азію. Бізнес легендарного дома донині залишається сімейним підприємством, чий успіх фахівці розглядають як один з найвдаліших прикладів сімейної справи.

### Упряж
Свій розвиток бренд почав з виробництва кінної амуніції для осіб з вищих верств аристократії. Коли Тьєррі Ермес, іммігрував з Німеччини, він відкрив свою паризьку майстерню в жвавому, але не дуже вишуканому кварталі Мадлен. Він чимало зробив для того, щоб досягти успіху — майстерня відкрилася в 1837, а через тридцять років його машина для підгонки вуздечок завоювала медаль першого класу на Всесвітній Виставці. Forme a Collier d'Hermès робила ті тисячі дрібних рухів, які до цього століттями були таємницею майстрів-шорників, підганяли вуздечки для коней.
Упряж для світської людини дев'ятнадцятого століття була річчю важливою. По-перше, треба було бути впевненим в її бездоганній якості, адже покалічитися в кареті, у якої лопнув, скажімо посторонок, було дуже легко. По-друге, упряж була предметом, який міг багато чого сказати про свого власника. Ермес за віросповіданням були протестантами і працювали з властивим протестантам якостями: повільно, але з гарантовано успішними результатами. Їх вироби відрізнялися міцністю і витонченістю. Ермес завжди тримали у себе тільки найкращих майстрів і ніколи не економили на якості сировини. Характерною була і ставка тільки на членів сім'ї: коли у 1878 році помер Тьєррі, справу успадкували син Шарль-Еміль і внуки Адольф і Еміль-Моріс. Останні управляли вже прославленою фірмою зі штаб-квартирою на паризькій Фобур-СентОноре, найкращим виробником шорних виробів у всій Франції.
Hermès робив також взуття та одяг для верхової їзди, поло і гольфу. Але саме з Еміля-Моріса Ермес (1870-1951) і почався той Hermès, за право володіти продукцією якого модниці нині готові не тільки платити колосальні гроші, а й покірно стояти в черзі. Еміль-Моріс зі своїм братом Адольфом, в 1902 році взяли управління домом в свої руки. Справи йшли прекрасно. Клієнтами Hermès були знамениті політики і процвітаючі ділові люди з Росії, Румунії, Іспанії, Японії, президент Французької Республіки.
Під час Першої світової війни дім став постачальником Французької кавалерії. Еміль-Моріс був молодшим, самим чарівним і авантюрним з синів Шарля-Еміля. Крім того, він був пристрасним мандрівником. Але юний Ермес не просто розважався. Його візити в різні куточки земної кулі носили, так би мовити, неофіційно-діловий характер. Сьогодні це назвали б «міжнародним маркетингом», а в ту пору він шукав нові ринки збуту і нові джерела високоякісної сировини. Так він усвідомив, що якщо крокодилячу шкіру найкраще заготовлювати в Австралії, то шкіру алігатора з дещо іншими якостями — виключно у Флориді. Найкращою якістю володіють буйволячі шкіри із Західної Бенгалії, акулячі — з Сіаму, а шкурки ящірок — з Малайзії; а надійні механізми для шкіряної промисловості роблять у Канаді. Саме там, у Канаді, закуповуючи в 1918 році обладнання, Еміль-Моріс звернув увагу на дивовижну новинку — застібку-блискавку. Як людина практична, він відразу зрозумів, що для з'єднання двох шматків шкіри нічого зручнішого бути не може. Правда, в кінській упряжі місця для блискавки не знаходилося. Але це хвилювало Ермеса найменше, оскільки фабрикантові було ясно як день: невдовзі шорна справа перестане приносити прибуток. Наступала ера автомобілів, і розкішні сідла могли знадобитися тепер тільки як екзотика.
Під час одного зі своїх вояжів Ермесу вдалося зачарувати імператора Миколу II, який визнав твори майстрів Hermès гідними того, щоб дати дому звання «Постачальника Його Імператорської Величності», і останній крупний контракт на упряж Еміль-Моріс Ермес уклав перед Першою світовою війною з міністерством двору Російської імперії. Проте нова застібка відмінно підходила, по-перше, до одягу для гольфу (і випущений в тому ж році піджак на блискавці від Hermès став сенсацією серед любителів цього виду спорту), а по-друге, до валіз. Ермес і раніше випускали різноманітні дорожні сумки, але сумки з блискавкою були абсолютною дивиною. Пізніше він викупив права у шведського винахідника застібки-блискавки, і у французів блискавка придбала таку чітку асоціацію з продукцією Hermès, що вони просто стали називати це нововведення «la fermeture Hermès» (застібка Ермес). А в 1922 році свій внесок у розвиток сімейного бренду внесла і дружина Еміля-Моріса. За легендою, вона поскаржилася чоловікові, що абсолютно неможливо в Парижі підібрати пристойну сумочку. Галантний чоловік розпорядився зробити для своєї чарівної дружини щось зовсім ексклюзивне, а саме дамську сумочку на блискавці, зшиту особливим, так званим сідельним швом, який забезпечував і міцність, і неповторний зовнішній вигляд. Так дружина Ермес була назавжди позбавлена від необхідності ходити по галантерейних магазинах, а компанія Hermès поповнила свою лінійку ще одним продуктом, та до того ж таким, який прославить його вже в недалекому майбутньому.

### Шовковий квадрат
У 1928 році в житті фірми стався черговий і, можливо, найголовніший прорив. Цей рік був ознаменований сторічним ювілеєм переїзду сім'ї Ермес з Німеччини до Франції. Але вікова дата так і залишилася б непоміченою, якби у 1928 році Hermès не зробив свою першу шовкову хустку. Абсолютно новий продукт запускали довго — на потік виробництво знаменитих «каре» вийшло лише у 1937 році. Хоча, слово «потік» не дуже підходить до цієї історії (і стосується це не тільки хусток, а й будь-якої іншої речі з логотипом Hermès). Класичне шовкове «каре» — це чотирикутник зі сторонами 90 на 90 сантиметрів з 65 грамів найкращого шовку, отриманого з 250 коконів, з унікальним, незмінно надрукованим вручну малюнком. На малюнках — біг і перегони, знаки зодіаку і образи Матісса, орнаменти у вигляді ключів та дикі тварини. Хустка від Hermès стала найдемократичнішим способом долучитися до розкішної марки і цією можливістю швидко перестали нехтувати.
Розташована в Ліоні фабрика може зробити 40000 хусток за тиждень (на практиці обсяг виробництва дещо менше), щороку виходять дві колекції. Усього за майже сімдесят років Hermès виробив майже 25000 оригінальних моделей. На початку п'ятдесятих в хустці Hermès відзначилася королева Єлизавета II. І не на смузі світської хроніки, а на поштовій марці Великої Британії. З тих пір хто тільки не служив для Hermès рекламою (найчастіше безкоштовною): Катрін Денев та Одрі Гепберн, Джекі Кеннеді та Грейс Келлі. З двома останніми дамами у Hermès, втім, склалися абсолютно особливі відносини.

### Kelly, O-bag та Birkin

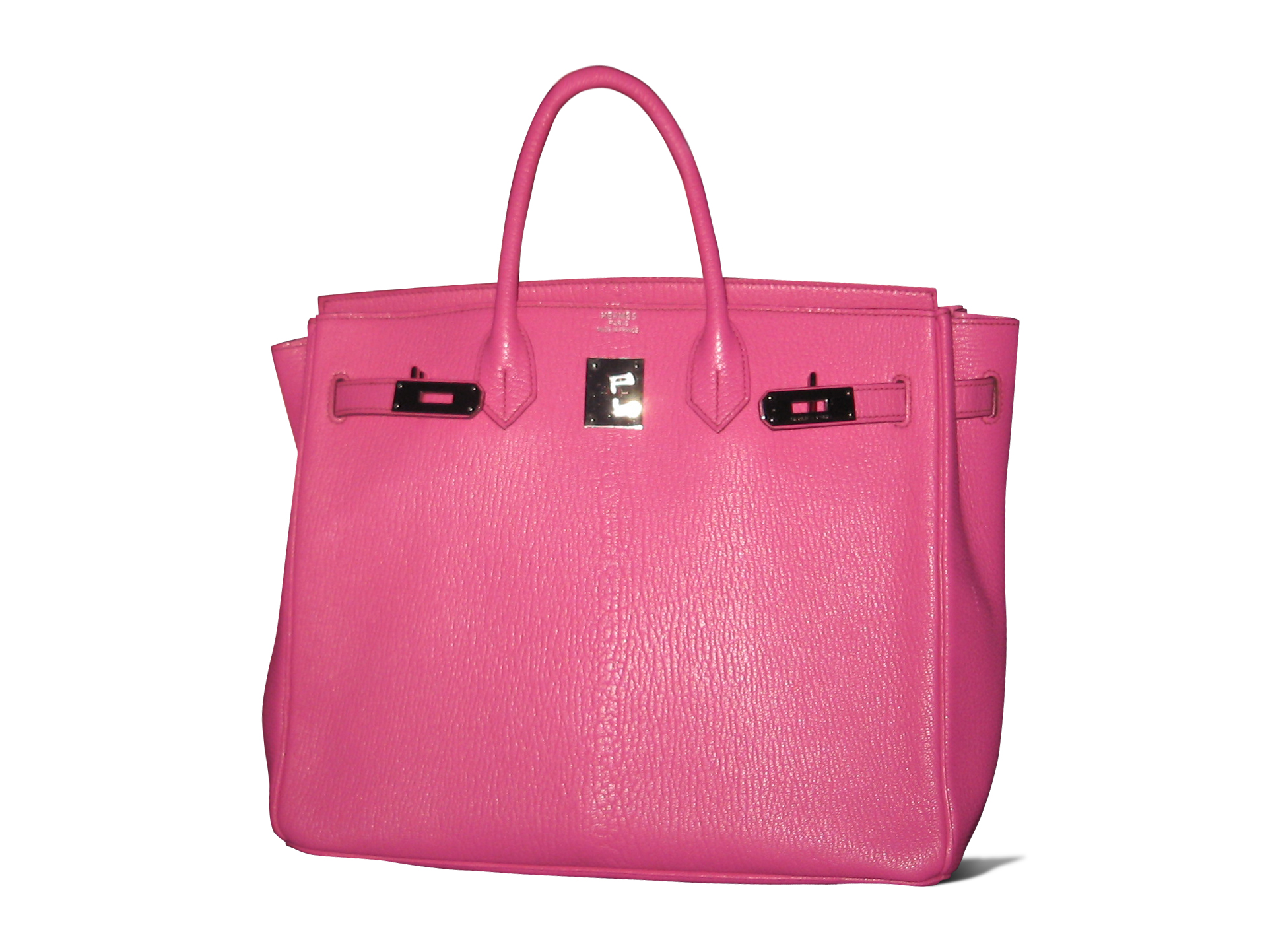
Сучасна сумка Біркін

Hermès незмінно представляє свою клієнтку як втілення «непомітної розкоші». Річ може бути помаранчевою або ліловою, але це повинен бути розкішний помаранчевий і аристократичний ліловий. У п'ятдесятих-шістдесятих роках двома досконалими символами такої розкоші виявилися дві американки, що стали своїми в європейському вищому світі: Грейс Келлі та Жаклін Був'є-Кеннеді-Онассіс. У 1956 році Грейс потрапила на обкладинку журналу Life, оскільки вчорашня кінозірка щойно стала коронованою особою, вийшовши заміж за Рене III, князя Монако. Шию княгині прикрашала хустка від Hermès, в руках колишня актриса стискала сумочку, яку негайно захотіли всі модниці світу. Це була Kelly Bag, перша «іменна» сумка від Hermès. Дістати її виявилося зовсім непросто, тому що разом з сумкою в Hermès винайшли геніальний маркетинговий хід: не можна було просто прийти в магазин і купити бажану річ. «На виготовлення нашої сумки йде від півтора до двох місяців», — на цих словах люди з Hermès піднімають палець і відправляють клієнтку в кінець черги, яка може тривати від кількох тижнів до року. Популярність Kelly від цього стала ще більшою. А через кілька років Hermès повторив цей маркетинговий хід з іменною сумкою, правда, трохи інакше. Обличчям сумки Constance стала Жаклін Кеннеді — і хоча прямо назвати виріб ім'ям колишньої першої леді з етичних міркувань не вийшло, назва Constance теж не прижилася — сумку стали називати O-bag, за новою прізвища Жаклін — Онассіс. Сумка була напевно найкращою в історії Hermès — зі зручними двома ручками та застібкою у вигляді великої літери Н. А вже коли настав час екранних принцес, символом Hermès стала Джейн Біркін. Сумка Біркін 1984 року — найпопулярніша сумочка від Hermès. І найдорожча. Модель Birkin bag стала культом серед найбагатших модниць світу. Легенда свідчить, що британська співачка Джейн Біркін летіла в літаку поруч з президентом Hermès, який запропонував незграбній мандрівниці, що випадково розсипала речі, створити зручну сумку спеціально для неї. Біркін із задоволенням прийняла пропозицію і сама намалювала ідеальну, на її погляд, форму сумки, яка через деякий час стала самим впізнанним жіночим аксесуаром в історії і головним атрибутом виняткової розкоші. Серед прихильниць і власниць десятків сумок Birkin найрізноманітніших забарвлень — знамениті модниці Вікторія Бекхем, актриси Софія Коппола, Ліндсей Лоен, Демі Мур, Джоді Фостер і Сандра Баллок, супермоделі Кейт Мосс і Ель Макферсон, ікона стилю Сара Джессіка Паркер і світська левиця Ніколь Річі.

### Дюма-батько, Дюма-син в історії дому Hermès

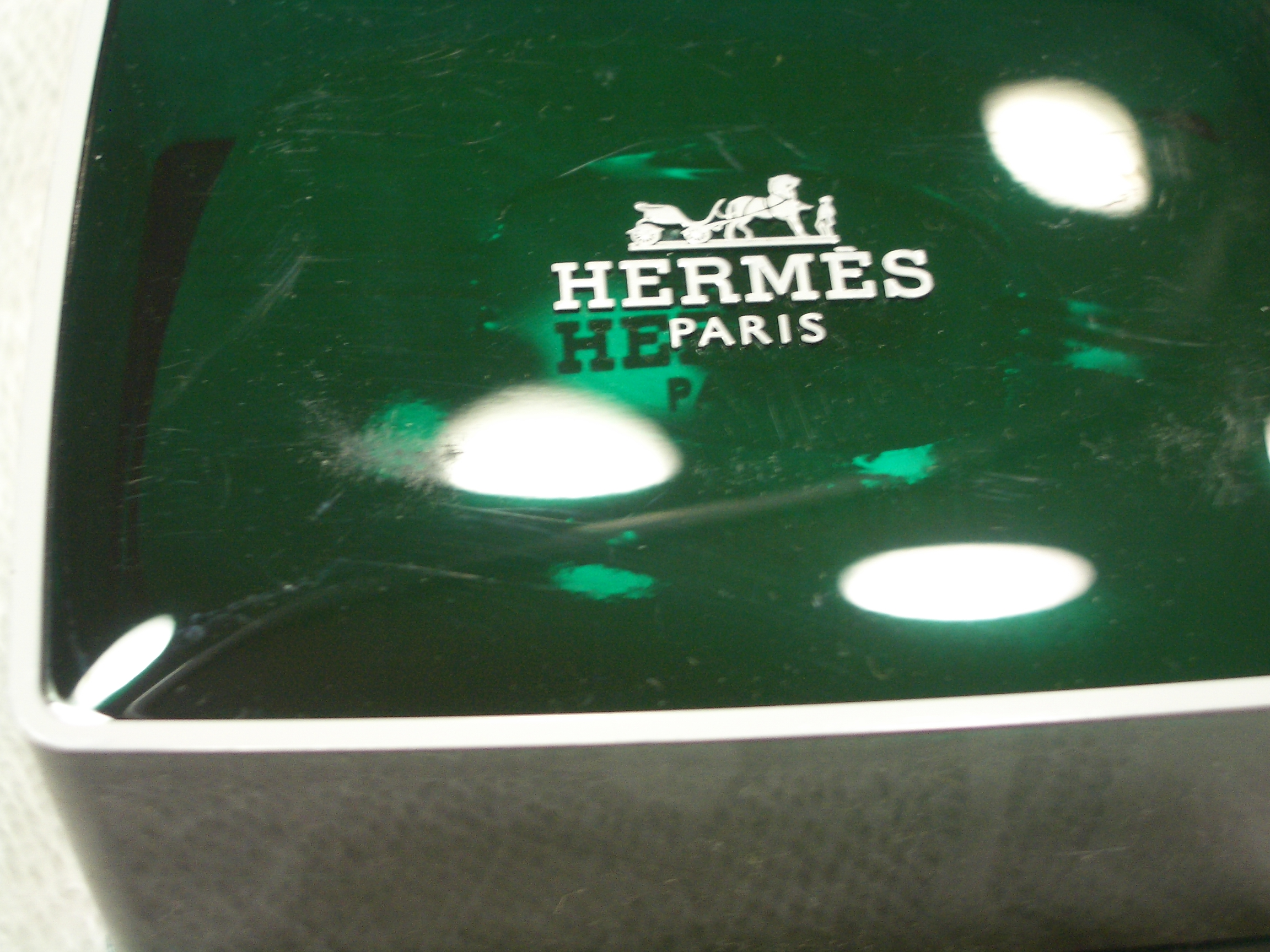
Мило Hermès

Наприкінці 1920-х років Еміль-Моріс передав компанію Hermès в руки свого зятя Робера Дюма, чоловіка однієї з чотирьох дочок. Таким чином, починаючи з четвертого покоління керуючих компанією Hermès, прізвище засновника стало передаватися тільки по жіночій лінії. Кожен керуючий привносив у діяльність компанії щось нове, і Робер Дюма не став винятком. Він запустив лінію легендарних шовкових хусток і краваток, а також лінію парфумерії та пляжних рушників. Жіночий одяг Hermès почав випускати ще в 1929 році. Прет-а-порте у фірми виходив і якісний, і дорогий. У 1978 році Жан-Луї Дюма — четвертий з шести синів Робера Дюма, зайняв керівну позицію в компанії після смерті свого батька. За час свого управління домом Hermès Дюма-молодшому вдалося перетворити французьку компанію з виробництва товарів класу «люкс» на справжню імперію з річними продажами, що перевищують 1,5 млрд доларів. Саме йому належить ідея дуже гнучкої і ефективної бізнес-стратегії, названої «мультилокальною». В рамках даної стратегії компанія Hermès пішла шляхом установи самоврядних регіональних філій на таких великих ринках, як США і Японія, замість того, щоб контролювати свої відділення безпосередньо з центрального офісу. Зрештою, це й привело її до успіху. Якщо говорити про креативну сторону діяльності Hermès, то Жан-Луї Дюма завжди намагався актуалізувати творчу спадщину XIX століття. Завдяки цьому в колекціях одягу та аксесуарів компанії завжди присутня тема верхової їзди (сідел, трензель, шпор і т. д.). У 1998 році на роль креативного директора Hermès був запрошений бельгієць Мартін Маржьєла. Молодий, знаменитий авангардист з купою радикальних ідей. Маржьєла не став влаштовувати революцій, але при ньому про одяг від Hermès принаймні заговорили модні журнали. Бельгієць протримався цілих п'ять років, хоча цинічні критики давали йому максимум рік, струснув Hermès і повернувся до своїх авангардистських справ. Наступний вибір босів Hermès виявився вражаючим: відповідати за одяг вони покликали Жана-Поля Готьє. Настільки ж радикального, як Маржьєла, але на відміну від попередника дуже вигадливого. Нічого страшного, однак, не відбулося: Готьє задовольняє свої екстремальні нахили в колекціях, що випускає під власним ім'ям, а для Hermès виступає в ролі творця, відповідального за те, щоб товари під цією маркою не переставали інтригувати. У вересні 2005 року після відходу Жана Луі Дюма з поста виконавчого директора дому Hermès, розгорнулися активні дискусії модної громадськості. Причиною занепокоєння прихильників став навіть не сам факт відходу від справ легендарного менеджера, а чутки про те, що на його посаду вперше за всю історію бренду буде призначена людина «не з родини». Дійсно, новим керуючим компанії Hermès International став не член сім'ї, а Патрік Тома, який займав до цього посаду помічника виконавчого директора. Новий керівник пообіцяв прихильникам, що в домі моди Hermès відбудеться кілька незначних змін, однак стратегія, яку проводив Жан-Луї Дюма, залишиться незмінною.
Зараз Hermès випускає різноманітну продукцію: одяг, годинники, парфуми, ювелірні прикраси, а з 1984 року — вишукані предмети сервірування столу. Однак, як данина минулому, атрибути верхової їзди залишаються фірмовим знаком модного дому. Нинішні модельєри компанії в своїй творчості дотримуються сформованих сімейних класичних традицій, тому ось вже не одне десятиліття Hermès залишається законодавцем не тільки моди, але і стилю.

### Парфуми Hermès
Крім того, імперія Hermès створила більше п'яти десятків композицій парфумів. У п'ятдесятих роках XIX століття була випущена перша парфумована вода. Парфумерія та аромати Hermès створювалися і розроблялися у співпраці з відомими майстрами, такими як: Жан-Клод Еллена, Maurice Roucel, Jean-Louis Sieuzac, Francois Maurin, Jean Guichard, Guy Robert, Едмонд Рудницька, Nathalie Feisthauer, Francoise Caron, Олівія Джакобетті. Одними з найпопулярніших ароматів вважаються Terre (Земля) і Un Jardin Apres la Mousson (Сад після мусону).
1. Парфуми Hermès: Terre були випущені в 2006 році. Парфуми розкриваються композицією деревних та квітково-альдегідних нот.
2. Парфуми Hermès: Un Jardin Apres la Mousson були випущені в 2008 році. Це один з трьох ароматів, на створення якого вплинув сезон дощів. Парфумер Жан-Клод Еллена спеціально для його створення вирушив у подорож на територію Індії з метою спостереження за відродженням природи. Основними компонентами духів Un Jardin Apres la Mousson вважаються: імбир, коріандр, ветивер і кардамон.

## Цікаві факти про Hermès
- На створення однієї сумки Birkin йде від 18 до 25 годин роботи цілого ательє. В середньому за тиждень в паризькій майстерні створюється близько 5 таких сумок.
- Сьогодні у Hermès відкрито 283 бутики по всьому світу, в тому числі 4 флагманських.
- Героїня Шерон Стоун у фільмі «Основний інстинкт» пов'язувала свого коханця легендарним шовковим шарфом Hermès.
- Черга на сумку Birkin може досягати шести років, залежно від замовленого типу шкіри і кольору.
- В одному з епізодів культового серіалу «Секс і Місто» Саманта Джонс використовує знайомство з актрисою Люсі Лью для покупки омріяної червоної Birkin bag без черги. Як відомо, дім моди робить виняток лише для зірок шоу-бізнесу.
- Шовкові шарфи Hermès також відіграють важливу роль і в книзі «Диявол носить Prada»: головна героїня роману Міранда одягає білосніжні шарфики майже до кожного нового наряду.
- Телеведучу Опру Уінфрі та її друзів одного разу не впустили в паризький бутик Hermès — зірка американського ТБ запізнилася буквально на кілька хвилин і опинилася перед закритими дверима, однак всередині персонал готувався до вечірнього заходу і міг дозволити їй подивитися нову колекцію. Розгорівся грандіозний скандал, в результаті чого перед Уінфрі публічно вибачалися представники ради директорів французького дому[8].